# Agathis hawaiicola
Agathis hawaiicola är en stekelart som först beskrevs av William Harris Ashmead 1901.  Agathis hawaiicola ingår i släktet Agathis och familjen bracksteklar. Inga underarter finns listade i Catalogue of Life.